# バウンティ諸島

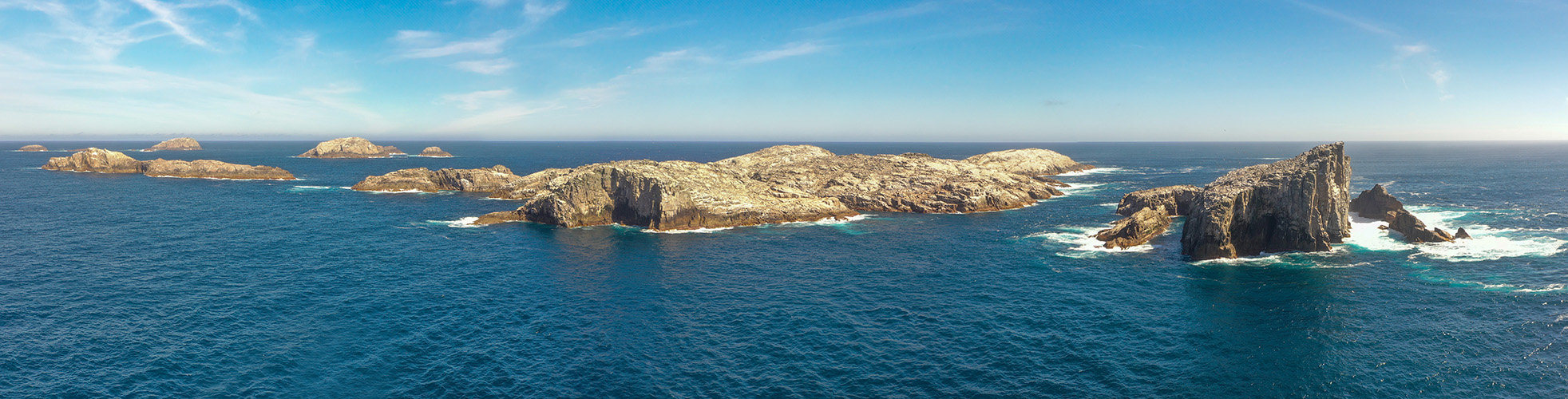
全体写真

バウンティ諸島（バウンティしょとう、Bounty Islands）とはニュージーランド領の諸島。全島が無人島。

## 概要
南島の東南東約670km、チャタム諸島の南西約530kmにあり、南緯47度40分から47度45分、東経179度02分から179度07分に位置する。世界遺産のニュージーランドの亜南極諸島の一部。
ペンギンやアホウドリが多く生息している。19世紀にはアザラシ狩りの拠点となった。
この諸島は1788年にバウンティ号のウィリアム・ブライ（William Bligh）によって発見されたためバウンティ諸島と名付けられた。